# Organisation nationale syndicale des sages-femmes
L'Organisation nationale syndicale des sages-femmes (ONSSF) est un syndicat français.

## Mission
Fondé en 1953, il est le syndicat représentatif majoritaire de la profession de sage-femme en France pour tous les modes d'exercice,.
Le syndicat représente, notamment, la profession au niveau de l'Union nationale des professions de santé (UNPS), de l'Union nationale des professions libérales (UNAPL) et de la commission paritaire nationale (CPN).
L'ONSSF est l'interlocuteur privilégié de l'Union nationale des caisses d'assurance maladie (UNCAM) pour ce qui concerne les négociations conventionnelles.
Membre du Collectif des sages-femmes, à l'initiative du mouvement social national et la grève qui débuta le 16 octobre 2013, elle a organisé quatre manifestations nommées « La marche des sages-femmes » les 7 novembre, 16 décembre, le 19 février 2014 et 5 mai 2014.

## Historique des présidentes
- Christelle Gerber-Montaigu
- Caroline Raquin (2013-)
- Camille Dumortier (2017-2023)[10]
- Caroline Combot (2023-)[11]